# Oretorp
Oretorp är en äpplesort funnen av Kaj Böving, Oretorp, Näsum, Skåne. Äpplet är medelstort och har ett skrovligt skal. Köttet som är mört och saftigt, har en syrlig smak. Oretorp har även en rik arom. Äpplet mognar omkring januari eller februari, och passar bäst som ätäpple. I Sverige odlas Oretorp gynnsammast i zon 1-2. Det tar flera år innan trädet ger frukt.